# Blue (band)
 For alternative betydninger, se Blue. (Se også artikler, som begynder med Blue)
Blue er et britisk boyband bestående af Simon Webbe, Lee Ryan, Duncan James og Antony Costa. Gruppen blev dannet i 2001 og var aktive indtil 2005, før de blev gendannet i april 2009 for at tage på turné. Blue har solgt 13 million album på verdensplan. I hjemlandet Storbritannien har Blue haft 11 top 10 hits, ligesom gruppens tre studiealbum alle har ligget #1. Gruppens to første album All Rise og One Love er ligeledes blandt de ti bedst sælgende boyband-album i Storbritannien.

## Diskografi
- All Rise (2001)
- One Love (2002)
- Guilty (2003)
- Roulette (2013)